# Противогаз
Противогаз или газова маска е защитна маска, която се носи върху лицето, за да предпази индивидът от вдишване на замърсители на въздуха и отрови чрез пречистване на вдишвания въздух.
Трябва да покрива и изолира от околната атмосфера поне носа и устата, но повечето видове противогази предпазват и очите и другите чувствителни части на лицето, а някои – и цялата глава. Обикновено терминът „противогаз“ се използва във военен контекст, за маска, създадена специално да предпазва от химически и/или биологични оръжия. По-общ термин е „респиратор“, включващ всички устройства с подобно предназначение.
Филтрите на противогазите са или прикрепени към самата маска, или в отделна чанта, като са свързани с маската с маркуч. По-простите видове противогази разчитат на силата на дробовете на носещия ги, за да прекарват въздух през филтрите, но те имат недостатък – при вдишване налягането в маската е по-ниско от това на околната среда и ако в нея възникне теч (заради нарушаване на целостта ѝ или дефектно уплътнение), при вдишване ще бъде всмукан и замърсен въздух отвън. Затова по-усложнените видове противогази използват електрическа помпа, захранвана от батерии, която прекарва въздуха през филтрите и създава повишено налягане в маската – така при появата на теч ще изтича пречистен въздух.
Ранна форма на противогаз, или по-точно на прахова маска (респиратор), е патентована от американския изобретател Люис Хаслет през 1849 година (патент #6529) и това е първият американски патент за подобно устройство.
През Първата световна война са използвани противогази за конете, използвани от военните, както и за кучета които използват за откриване на ранени войници.

## Указание за определяне на ръста на противогазите

### Противогази ПГ-1 и ПГ-7ВМ
За определяне ръст на противогаз ПГ-1, и ПГ-7ВМ се използва специален ръстомер. За определяне на размерите уредът се разтваря, като едното му рамо се поставя под брадата, а другото в най-ниската част на носа. По деленията, отбелязани на уреда се определя ръста – първи, втори и трети.

### Противогаз „Шлем-маска“
Подборът на лицевата част се определя от дължината на линията, минаваща през най-високата част на главата (темето), бузите и брадичката. Второто измерване, което трябва да направите е на линията минаваща над веждите и съединяваща отворите на ушите. Сборът от двете измервания в сантиметри определя искания размер.
| сбор на измерванията, см | размер   |
| ------------------------ | -------- |
| 93 – 95                  | първи    |
| 95 – 99                  | втори    |
| 99 – 103                 | трети    |
| над 103                  | четвърти |

## Ползване на противогаза
Учебен диафилм на Доброволната организация за съдействие на отбраната от 60-те години на ХХ век:

## Учебни помагала
В САЩ, Великобритания, Канада и Германия са публикувани учебни помагала за използването на промишлени респиратори (избор и прилагане на респиратори при терористични актове и катастрофи).
| Учебни помагала за използването на респиратори | Учебни помагала за използването на респиратори | Учебни помагала за използването на респиратори | Учебни помагала за използването на респиратори | Учебни помагала за използването на респиратори                                                                                     | Учебни помагала за използването на респиратори |
| Държава                                        | Език                                           | Година                                         | Брой страници                                  | Организация | Учебни помагала (област на дейност) |
| ---------------------------------------------- | ---------------------------------------------- | ---------------------------------------------- | ---------------------------------------------- | --- | --- |
| САЩ                                            | английски                                      | 1987                                           | 305                                            | Националният институт на безопасност и здраве на работното място (NIOSH)                                                           | NIOSH Guide to Industrial Respiratory Protection (избор и използване на респираторите в промишлеността)                                                                         |
| САЩ                                            | английски                                      | 2005                                           | 32                                             | Националният институт на безопасност и здраве на работното място (NIOSH)                                                           | NIOSH Respirator Selection Logic (избор на респираторите) |
| САЩ                                            | английски                                      | 1999                                           | 120                                            | Националният институт на безопасност и здраве на работното място (NIOSH)                                                           | TB Respiratory Protection Program In Health Care Facilities (избор и използване на респираторите в медицински заведения за защита от туберкулоза)                               |
| САЩ                                            | английски                                      | 2017                                           | 48                                             | Pesticide Educational Resources Collaborative (PERC)                                                                               | Respiratory Protection Guide. Requirements for Employers of Pesticide Handlers (избор и използване на респираторите в селското стопанство за защита от пестициди)               |
| САЩ                                            | английски и испански                           | -                                              | -                                              | Управление за безопасност и охрана на труда – в Министерството на труда на САЩ (OSHA)                                              | Respiratory Protection eTool (избор и използване на респираторите, онлайн) |
| САЩ                                            | английски                                      | 2011                                           | 124                                            | Управление за безопасност и охрана на труда – в Министерството на труда на САЩ (OSHA)                                              | Small Entity Compliance Guide for the Respiratory Protection Standard (избор и използване на респираторите в малки организации)                                                 |
| САЩ                                            | английски                                      | 2015                                           | 96                                             | Управление за безопасност и охрана на труда – в Министерството на труда на САЩ (OSHA)                                              | Hospital Respiratory Protection Program Toolkit (избор и използване на респираторите в медицински заведения)                                                                    |
| САЩ                                            | английски                                      | 2012                                           | 54                                             | Управление за безопасност и охрана на труда – в Министерството на труда на САЩ (OSHA), звено за управление в Северна Каролина      | A Guide to Respiratory Protection (избор и използване на респираторите) |
| САЩ                                            | английски                                      | 2014                                           | 44                                             | Управление за безопасност и охрана на труда – в Министерството на труда на САЩ (OSHA), звено за управление в Орегон                | Breathe Right! Oregon OSHA’s guide developing a respiratory protection program for small-business owners and managers (избор и използване на респираторите в малки организации) |
| САЩ                                            | английски                                      | 2016                                           | 32                                             | Управление за безопасност и охрана на труда – в Министерството на труда на САЩ (OSHA), звено за управление в Орегон                | Air you breathe: Oregon OSHA's respiratory protection guide for agricultural employers (избор и използване на респираторите в селското стопанство)                              |
| САЩ                                            | английски                                      | 2014                                           | 38                                             | Управление за безопасност и охрана на труда – в Министерството на труда на САЩ (OSHA), звено за управление в Орегон                | Respiratory Protection (избор и използване на респираторите) |
| САЩ                                            | английски                                      | 2017                                           | 51                                             | Управление за безопасност и охрана на труда – в Министерството на труда на САЩ (OSHA), звено за управление в Калифорния            | Respiratory Protection in the Workplace (избор и използване на респираторите в малки организации)                                                                               |
| САЩ                                            | английски                                      | 2001                                           | 166                                            | Комисия за защита на населението от радиоактивни материали (NRC, САЩ)                                                              | Manual of Respiratory Protection Against Airborne Radioactive Material (избор и използване на респираторите в ядрена промишленост)                                              |
| САЩ                                            | английски                                      | 1986                                           | 173                                            | Националният институт на безопасност и здраве на работното място (NIOSH) и Американска агенция за опазване на околната среда (EPA) | A guide to respiratory protection for the asbestos abatement industry (избор и използване на респираторите за защита от азбест)                                                 |
| Канада                                         | френски                                        | 2013, 2002                                     | 60                                             | Национален институт за изследване и сигурност (IRSST)                                                                              | Guide pratique de protection respiratoire (избор и използване на респираторите); второ издание                                                                                  |
| Канада                                         | английски                                      | 2015                                           | -                                              | Национален институт за изследване и сигурност (IRSST)                                                                              | A support tool for choosing respiratory protection against bioaerosols (защита от биологични аерозоли, онлайн)                                                                  |
| Канада                                         | френски                                        | 2015                                           | -                                              | Национален институт за изследване и сигурност (IRSST)                                                                              | Un outil d’aide a la prise de decision pour choisir une protection respiratoire contre les bioaerosols (защита от биологични аерозоли, онлайн)                                  |
| Франция                                        | френски                                        | 2017                                           | 68                                             | Национален институт за изследване и сигурност (INRS)                                                                               | Les appareils de protection respiratoire (избор и използване на респираторите)                                                                                                  |
| Германия                                       | немски                                         | 2011                                           | 174                                            | Застрахователна компания при злополука (DGUV)                                                                                      | Benutzung von Atemschutzgeriten (избор и използване на респираторите) |
| Великобритания                                 | английски                                      | 2013                                           | 59                                             | Управление за безопасност и охрана на труда (HSE)                                                                                  | Respiratory protective equipment at work (избор и използване на респираторите)                                                                                                  |
| Великобритания                                 | английски                                      | 2016                                           | 29                                             | Подразделение на радиационната защита в ядрената индустрия (IRPCG)                                                                 | Respiratory Protective Equipment (избор и използване на респираторите в ядрена промишленост)                                                                                    |
| Ирландия                                       | английски                                      | 2010                                           | 19                                             | Управление за безопасност и охрана на труда (HSA)                                                                                  | A Guide to Respiratory Protective Equipment (избор и използване на респираторите)                                                                                               |
| Нова Зеландия                                  | английски                                      | 1999                                           | 51                                             | Управление за безопасност и охрана на труда (OSHS)                                                                                 | A guide to respiratory protection (избор и използване на респираторите) |
| Чили                                           | испански                                       | 2009                                           | 40                                             | Институт за здравеопазване (ISPCH)                                                                                                 | Guia para la seleccion y control de proteccion respiratoria (избор и използване на респираторите)                                                                               |
| Испания                                        | испански                                       | -                                              | 16                                             | Националният институт на безопасност и здраве на работното място (INSHT)                                                           | Guia orientativa para la seleccion y utilizacion de protectores respiratorios (избор и използване на респираторите)                                                             |
| Италия                                         | италиански                                     | -                                              | 64                                             | Компания „Sabbatini Consulting“ | Guida alla scelta e all'uso degli apparecchi di protezione delle vie respiratorie (избор и използване на респираторите)                                                         |
| Нидерландия                                    | нидерландски                                   | 2001                                           | 88                                             | Холандска асоциация по трудова медицина; Работна група за респираторна защита                                                      | Selectie en Gebruik van Ademhalingsbeschermingsmiddelen (избор и използване на респираторите)                                                                                   |

Проучването е повече от 30 хиляди компании показа, че респиратори, често неправилно се използва в малки организации.
Ниската надеждност на респираторите налага да се разработят начини за намаляване концентрацията на прах. Това прави прилагането на средства за лична защита незадължителна в повечето случаи.